# Corynoptera fera
Corynoptera fera är en tvåvingeart som beskrevs av Heller 1991. Corynoptera fera ingår i släktet Corynoptera och familjen sorgmyggor.
Artens utbredningsområde är Tyskland. Inga underarter finns listade i Catalogue of Life.